# Canned Heat (Canned Heat)
| Recensione              | Giudizio        |
| ----------------------- | --------------- |
| AllMusic                | [ 2 ]           |
| Sputnikmusic            | 3.9 (Excellent) |
| Dizionario del Pop-Rock | [ 4 ]           |
| 24.000 dischi           | [ 5 ]           |

Canned Heat è il primo album dei Canned Heat ed è stato pubblicato nel luglio del 1967.
Nel 1999 è stato ristampato su CD dall'etichetta discografica francese MAM Productions con il titolo Rollin' and Tumblin'.

## Tracce
Lato A
1. Rollin' and Tumblin' – 3:05 (McKinley Morganfield)
2. Bullfrog Blues – 2:15 (Alan Wilson, Larry Taylor, Frank Cook, Bob Hite Jr., Henry Vestine)
3. Evil Is Going On – 2:20 (Willie Dixon)
4. Goin' Down Slow – 3:44 (St. Louis Jimmy Oden)
5. Catfish Blues – 6:42 (Adattamento di Bob Hite Jr., Alan Wilson, Larry Taylor, Henry Vestine, Frank Cook)

Lato B
1. Dust My Broom – 3:14 (Elmore James)
2. Help Me – 3:10 (Sonny Boy Williamson II, Ralph Bass, Willie Dixon)
3. Big Road Blues – 3:09 (Larry Taylor, Alan Wilson, Bob Hite Jr., Frank Cook, Henry Vestine)
4. The Story of My Life – 3:36 (Eddie Jones)
5. The Road Song – 3:09 (Larry Taylor, Bob Hite Jr., Alan Wilson, Henry Vestine, Frank Cook)
6. Rich Woman – 2:50 (Bob Hite Jr., Alan Wilson, Larry Taylor, Henry Vestine, Frank Cook)

- Brano Catfish Blues generalmente accreditato a Robert Petway
- Brano Dust My Broom solitamente accreditato a Robert Johnson ed Elmore James
- Brano Help Me in molti casi porta la firma completa di Sonny Boy Williamson II, Ralph Bass e Willie Dixon
- Brano Rich Woman paternità accreditata a Dorothy La Bostrie e McKinley Millet

## Formazione
- Bob Hite Jr. - voce
- Alan Wilson - chitarra, harp, voce
- Henry Vestine - chitarra
- Larry Taylor - basso
- Frank Cook - batteria

Note aggiuntive
- Cal Carter - produttore
- Dino Lappas e Lanky Linstrot - ingegneri delle registrazioni
- Woody Woodward - art direction
- Gabor Halmos - design album
- Gary Greenberg - fotografia[8]